# Evangelische Kirche Steinfurth (Bad Nauheim)

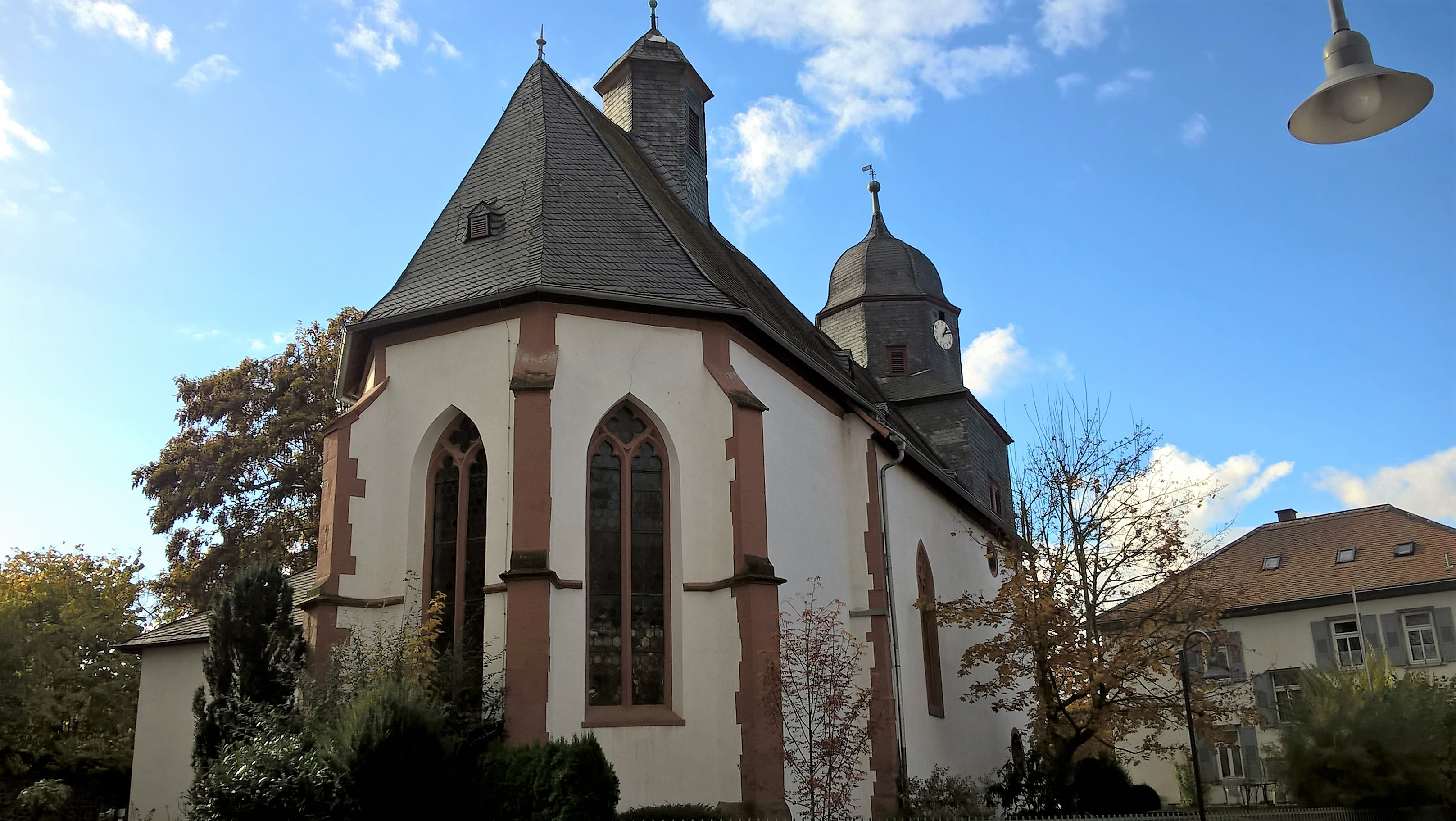
Evangelische Kirche Steinfurth (Bad Nauheim)

Die Evangelische Kirche Steinfurth ist ein denkmalgeschütztes Kirchengebäude, das in Steinfurth steht, einem Stadtteil der Gemeinde Bad Nauheim im Wetteraukreis in Hessen. Die Kirche gehört zur Kirchengemeinde Steinfurth-Wisselsheim im Dekanat Wetterau in der Propstei Oberhessen der Evangelischen Kirche in Hessen und Nassau.

## Beschreibung
Die gotische Saalkirche wurde im Wesentlichen zwischen 1490 und 1517 gebaut. Das Kirchenschiff ist im Kern aus dem 14. Jahrhundert, es wurde jedoch 1650 und 1725 verändert. Der Chor mit seinem dreiseitigen Schluss wird von Strebepfeilern gestützt und ist mit einem Sterngewölbe überspannt. Aus seinem Satteldach erhebt sich im Westen ein sechseckiger Dachreiter. Der Kirchturm im Westen wurde bereits 1490 gebaut. Sein achteckiger Aufsatz beherbergt die Turmuhr und den Glockenstuhl. Bedeckt ist er mit einer Glockenhaube.
Von der ursprünglichen Kirchenausstattung sind nach der Instandsetzung von 1970 lediglich die Brüstung der unteren Empore mit gemalten Aposteln und die Kanzel an alter Stelle erhalten. Die übrigen Gemälde der Brüstungen wurden an den Wänden aufgehängt. Die Orgel wurde 1755 vom Orgelbauer Johannes Zinck gebaut. Sie wurde aus dem Chor auf die Empore im Westen versetzt.